# 롤로 (음식)
롤로(독일어: Rollo)는 독일의 패스트푸드 랩이다. 납작빵에 각종 소를 넣고 오븐에 구워 낸 음식이며, "아랍(arabisch)", "이란(iranisch)", "튀르키예(türkisch)" 등의 맛이 존재한다.

## 같이 보기
- 뒤륌
- 부리토
- 샤와르마
- 케밥